# Modo de producción asiático
El concepto de modo de producción asiático fue expuesto por Karl Marx en su cuaderno Formaciones económicas precapitalistas (1858). En este establece las formas mediante las cuales la propiedad comunal original humana (en la cual no hay propiedad privada de la tierra), pasó a la propiedad privada del suelo y finalmente hasta la separación entre el productor y la tierra, distinguiendo de la forma antigua romana y de la germánica posterior, una forma asiática original.

## Teoría
Para Marx, la comunidad misma representaba la primera gran fuerza productiva. Las condiciones objetivas impusieron la unidad de las comunidades para empresas comunes como las canalizaciones de agua, las vías de comunicación e intercambio o la guerra para asegurar un territorio para la subsistencia. Esta unidad en la medida que se perpetuó y se hizo indispensable, apareció distinta y por encima de las muchas comunidades, convirtiéndose como tal en el verdadero propietario de todo. La unidad suprema terminó encarnada en el déspota (Faraón, ensi, Emperador, Zar, Inca, Rey, Tlatoani), gran padre de numerosas comunidades, al que se liga de una u otra manera a la divinidad. Entonces la unidad suprema sistematiza la apropiación del plusproducto, que toma la forma de tributo o de trabajos colectivos para el déspota y la élite. Este sistema económico, que se prolongó hasta ser contemporáneo del esclavismo europeo, consistía en que un pueblo tenía que entregar un pago o tributo a su soberano o a un pueblo conquistador, tributo que era comúnmente bienes agrícolas, y en algunos casos menos comunes, materiales de construcción. El trabajo y la responsabilidad eran colectivos. El laboreo se hacía en tierras comunales, ya que la comunidad como un todo era la que entregaba el tributo.

## Investigaciones y debates
Este sistema llegó a su "penetración" y expansión instaurado por centros soberanos tras sucesivas guerras y conquistas, tanto en Asia, como en el antiguo Egipto, México o Perú. Para Engels, los orígenes de las clases podían surgir de dos maneras: una, el "despotismo oriental" y el esclavismo. La primera, observable en las antiguas comunidades que desde India hasta Rusia. La ausencia de propiedad privada de la tierra era la clave para entender la historia del Oriente. Según él, "los turcos fueron los primeros en introducir en el Oriente, en los países por ellos conquistados, una especie de feudalismo agrario”.
Algunos investigadores soviéticos defendieron en debates entre 1926 y 1931 la aplicación del concepto de modo de producción asiático a determinadas sociedades. Así, Vasili Struve y S. Kovalev al antiguo Egipto; N. Kalemine y A. Moujardyi, al Oriente Medio; G. Papaian, A. Kantorovich y Eugen Varga, a China e I. Plotnikov a América del Sur. Struve mantuvo el debate por décadas, sosteniendo que esta formación se extendió por Asia, Egipto, la civilización egea y entre los etruscos, de manera que en el Oriente antiguo no solamente fueron explotados los esclavos, sino también las comunas rurales mediante los tributos. En 1965, I. Andréiev para el caso de Malí y N. Ter-Akopian también defendieron la teoría del modo de producción asiático.
John V. Murra (1955) estudió la organización económica del estado Inca, como un caso desarrollado y eficiente de despotismo comunal, anotando no solamente la relación con las formas asiáticas, sino con las economías y estructuras de poder africanas ashanti, Ruanda, Dahomey o yoruba y aún con las hawaianas. Destaca por ejemplo el descubrimiento del parecido entre la dopkwe dahomeiana y la mita incaica.
El concepto Despotismo hidráulico fue creado por el teórico alemán Karl A. Wittfogel en su obra Despotismo oriental. Según él, en su forma original, el gobierno despótico controlaba los canales de irrigación y así se aseguraba de extraer el excedente económico a las comunidades.
Maurice Godelier (1966), Jean Chesneaux (1969) y Roger Bartra, se han encargado de sistematizar los estudios de caso y la teoría al respecto, dentro del concepto de modo de producción asiático, que para universalizar algunos han llamado despotismo comunal. Hermes Tovar (1974) a partir del estudio de la sociedad Muisca desarrolló para determinadas formaciones sociales indígenas americanas el concepto de modo de producción precolombino.
Algunos estudiosos ante la evidencia de la diversidad geográfica han propuesto sustituir la denominación "asiático" por la de modo de producción tributario.